# فوجیوارا نو کوره‌چیکا
فوجیوارا نو کوره‌چیکا (به ژاپنی: 藤原伊周 Fujiwara no Korechika); ۱ ژانویهٔ ۰۹۷۴ – ۱۴ فوریهٔ ۱۰۱۰) دومین پسر فوجیوارا نو میچیتاکا، کوگیو (اشراف) اهل ژاپن در دوره هی‌آن بود. خواهر او فوجیوارا نو تیشی با امپراتور ایچیجو ازدواج کرد. پس از مرگ فوجیوارا نو میچیکانه که کانپاکو بود بین او و عمویش فوجیوارا نو میچیناگا رقابت درگرفت.
نام دختر ارشد او  فوجیوارا نو سونشی بود.